# Frullanoides mexicana
Frullanoides mexicana là một loài Rêu trong họ Lejeuneaceae. Loài này được Slageren mô tả khoa học đầu tiên năm 1985.